# War of Kings (álbum)
 War of Kings es el décimo álbum de estudio de la banda sueca de hard rock Europe, producido bajo la nueva etiqueta alemana UDR Records.
Las fechas oficiales de lanzamiento variaron dependiendo de la zona. En el Reino Unido vio la luz el 2 de marzo de 2015 y el 4 de marzo en Japón; en Europa se publicó el 6 de marzo, y finalmente el 10 del mismo mes en Estados Unidos.
Su primer sencillo, el auto titulado "War of Kings", fue lanzado previamente el 4 de febrero de 2015. El vídeo musical fue dirigido por Patric Ullaeus y fue estrenado internacionalmente el 9 de febrero. El 16 de marzo se lanzó el segundo sencillo, titulado "Days of Rock 'n' Roll"  y el video musical respectivo fue estrenado el 27 de abril.

## Información del álbum
El disco consta de 11 canciones originales y un bonus track exclusivo para la edición japonesa. Adicionalmente, War of Kings estará disponible en varios formatos: en CD digipack, una caja de CD, un LP de vinilo y en formato de descarga digital.
El vocalista Joey Tempest declaró que "War of Kings es el álbum que siempre quisimos hacer, desde que éramos niños escuchando a bandas como Led Zeppelin, Deep Purple y Black Sabbath. y después de escuchar a Dave Cobb en su increíble producción para Rival Sons simplemente tuvimos que trabajar con él. Nuestra aventura es todavía ON!" 

## Historia de lanzamientos
| Región         | Fecha               |
| -------------- | ------------------- |
| Reino Unido    | 2 de marzo de 2015  |
| Japón          | 4 de marzo de 2015  |
| Europa         | 6 de marzo de 2015  |
| Estados Unidos | 10 de marzo de 2015 |

## Lista de canciones
| N.º | Título                        | Escritor(es)                                    | Duración |  |
| 1.  | «War of Kings»                | Tempest, Levén, Cobb                            | 4:36     |  |
| 2.  | «Hole in My Pocket»           | Tempest, Levén                                  | 3:42     |  |
| 3.  | «The Second Day»              | Tempest, Michaeli                               | 5:23     |  |
| 4.  | «Praise You»                  | Tempest, Michaeli, Cobb                         | 4:34     |  |
| 5.  | «Nothin' to Ya»               | Tempest, Norum, Michaeli, Levén, Haugland       | 3:54     |  |
| 6.  | «California 405»              | Tempest, Michaeli                               | 4:31     |  |
| 7.  | «Days of Rock 'n' Roll»       | Tempest                                         | 3:05     |  |
| 8.  | «Children of the Mind»        | Tempest, Michaeli, Cobb                         | 4:30     |  |
| 9.  | «Rainbow Bridge»              | Tempest, Michaeli                               | 3:16     |  |
| 10. | «Angels (With Broken Hearts)» | Tempest, Michaeli, Norum, Levén, Haugland, Cobb | 5:19     |  |
| 11. | «Light It Up»                 | Tempest, Norum, Levén                           | 6:10     |  |

| CD digipak/Japanese edition bonus track |                           |                 |          |  |
| N.º                                     | Título                    | Escritor(es)    | Duración |  |
| 12.                                     | «Vasastan» (instrumental) | Michaeli, Norum | 5:11     |  |

## Personal
Europe
- Joey Tempest – Vocales
- John Norum – Guitarras
- John Levén – Bajo
- Mic Michaeli – Teclados, coros
- Ian Haugland – Batería

Producción
- Producido por Dave Cobb
- Mezcla e ingeniería por John Netti

Arte de cubierta
- Diseño por Ulf Lundén

## Listados
| Listado (2015)                      | Máxima posición |
| ----------------------------------- | --------------- |
| Austria (Ö3 Austria)                | 27              |
| Bélgica (Ultratop flamenca)         | 58              |
| Bélgica (Ultratop valona)           | 83              |
| Países Bajos (Album Top 100)        | 35              |
| Finlandia (Suomen Virallinen Lista) | 38              |
| Francia (SNEP)                      | 69              |
| Alemania (Media Control Charts)     | 23              |
| Italia (FIMI)                       | 41              |
| Noruega (VG-lista)                  | 38              |
| España (PROMUSICAE)                 | 41              |
| Suecia (Sverigetopplistan)          | 2               |
| Suiza (Schweizer Hitparade)         | 6               |